# Vince Mendoza
Vince Mendoza, (Norwalk, 1961. november 17. –) amerikai zeneszerző, hangszerelő, karmester. A holland Metropole Orkest (2005-2013) és a WDR Big Band Köln karmestere. Olyan zenészeknek hangszerelt, mint John Scofield, Joni Mitchell, Michael Brecker és Björk. Pályafutása során hét Grammy-díjat és egy Latin Grammy-díjat nyert. összesen 38 jelölése volt.

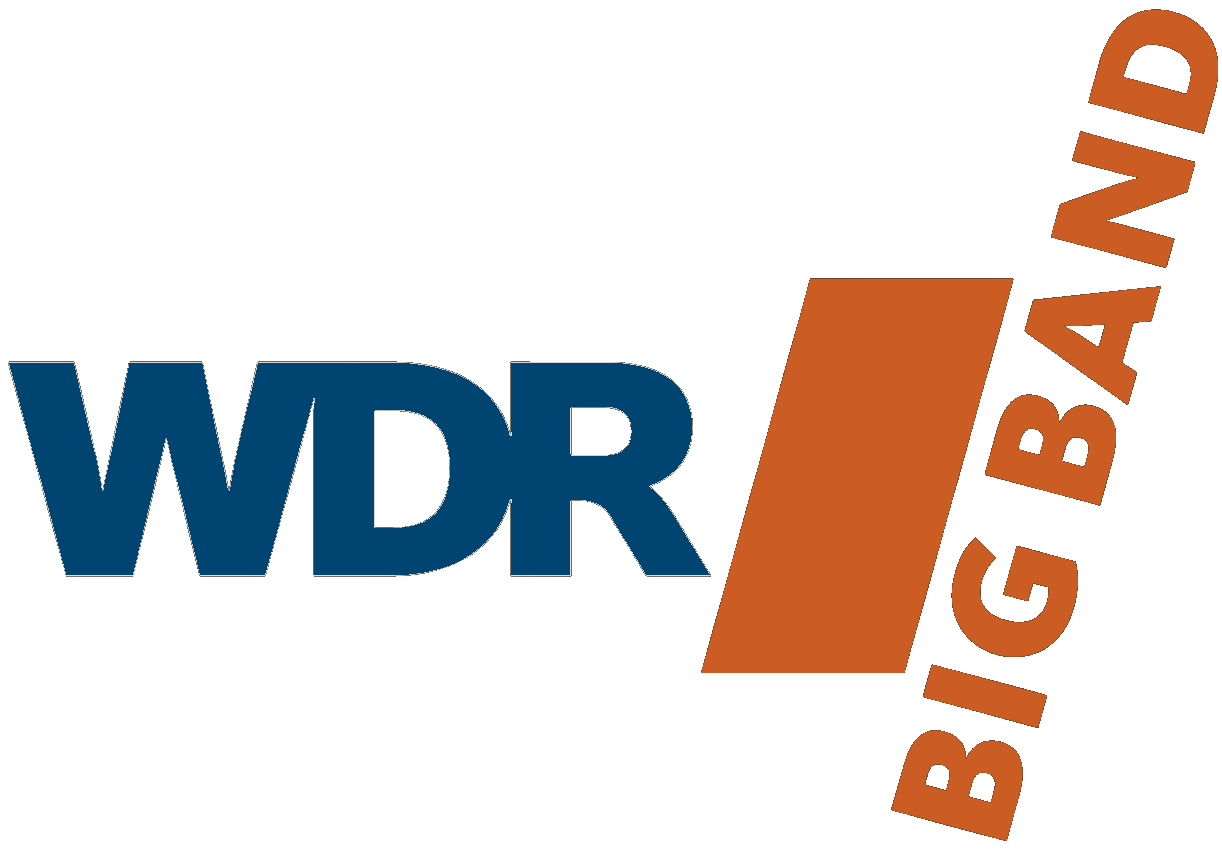

## Pályafutása
Mendoza a Connecticut állambeli Norwalkban született 1961-ben. Korán kezdett zongorázni és klasszikus gitározást tanulni, majd középiskolában a trombitálni és a és zenét írni is megtanult a dzsessz- és a soulzene iránti szeretete miatt. Írt zenét a középiskolai dzsessz-együttesének, majd zeneszerzés szakon folytatta tanulmányait az Ohio State University-n.
1983-ban Los Angelesbe költözött, ahol a USC Thornton School of Music zeneszerzés szakán kapott mesterképzést. Los Angelesben Mendoza zenét szerzett televízióknak, valamint olyan zenészeknek, mint Peter Erskine, Charlie Haden és Rickie Lee Jones. A Blue Note Recordsnál kiadta a „Start Here” (1990) és az „Instructions Inside” (1991) című munkáit. 1991-ben, és megszerezte első Grammy-díj jelölését a „Buleria” című dallal. 1994-ben „Sketches” címmel egy nagyzenekari albumot adott ki a WDR Big Banddel. 1995-ben megkezdte a munkát a holland Metropole Orkestnél, ahol 1998-ban vezető karmesterré nevezték ki. 1999-ben komponálta és vezényelte a London Symphony Orchestra-t az „Epiphany” című albumon.
Kompozíciói hallhatók Gary Burton, Pat Metheny, Sean Jones, Michael Brecker, John Abercrombie és Charlie Haden felvételein. Mendoza Björk „Vespertine”-jének (2001) és Lars von Trier Táncos a sötétben című filmje (2000) zenéjének feldolgozásáról gondoskodott. Feldolgozásai Gregory Porter, Chaka Khan, Elvis Costello, Robbie Williams, Robert Glasper, Bobby McFerrin, Sting, Herbie Hancock és Al Jarreau felvételein is hallhatók.
Hangszerelőként, karmesterként és/vagy producerként hat Grammy-díjas albumon dolgozott: Travelogue és Both Sides Now (Joni Mitchell), Some Skunk Funk (Randy Brecker és Michael Brecker), Brown Street (Joe Zawinul projekt). Vendégkarmestere volt többek között a Los Angeles-i Filharmonikusoknak, a Hollywood Bowl Orchestra-nak és a New York-i Filharmonikusoknak.
2021-ben Mendoza egy albumot adott ki a Czech National Symphony Orchestra-val. Az album egyik száma, a „To The Edge of Longing” Julia Bullock szopránénesnővel elnyerték a Grammy-díjat a legjobb hangszerelésért és énekért.
Mendoza a dzesszzeneszerzés tanít az USC Thornton School of Music-ban.

## Lemezválogatás

### Albumai
- 1989: Vince Mendoza
- 1990: Start Here
- 1991: Instructions Inside
- 1992: Arif Mardinnal: Jazzpaña
- 1993: Sketches
- 1999: London Symphony Orchestra: Epiphany
- 2008: Blauklang

### Metropole Orkest
- 2009: El viento: The Federico García Lorca Project
- 2009: Trijntje Oosterhuis, Best of Burt Bacharach Live
- 2009: Jim Beard, Revolutions
- 2010: Chris Minh Doky, Larry Goldings & Peter Erskine: Scenes from a Dream
- 2010: John Scofield, 54
- 2011: Nights on Earth

### Másokkal
- 1986: Peter Erskine: Transition
- 1988: John Abercrombie: Getting There
- 1989: John Abercrombie: Animato
- 1991: Peter Erskine: Sweet Soul
- 1993: Jimmy Haslip: Arc

## Díjak
- Hét Grammy-díj, egy Latin Grammy-díj

## Fordítás
- Ez a szócikk részben vagy egészben  a   Vince Mendoza című angol Wikipédia-szócikk ezen változatának fordításán alapul.  Az eredeti cikk szerkesztőit annak laptörténete sorolja fel. Ez a jelzés csupán a megfogalmazás eredetét és a szerzői jogokat jelzi, nem szolgál a cikkben szereplő információk forrásmegjelöléseként.